# Gieorgijewka (obwód woroneski)
Gieorgijewka (ros. Георгиевка) – wieś w Rosji, w obwodzie woroneskim, w rejonie panińskim. W 2010 liczyła 117 mieszkańców.